# Geoffrey R. Pyatt

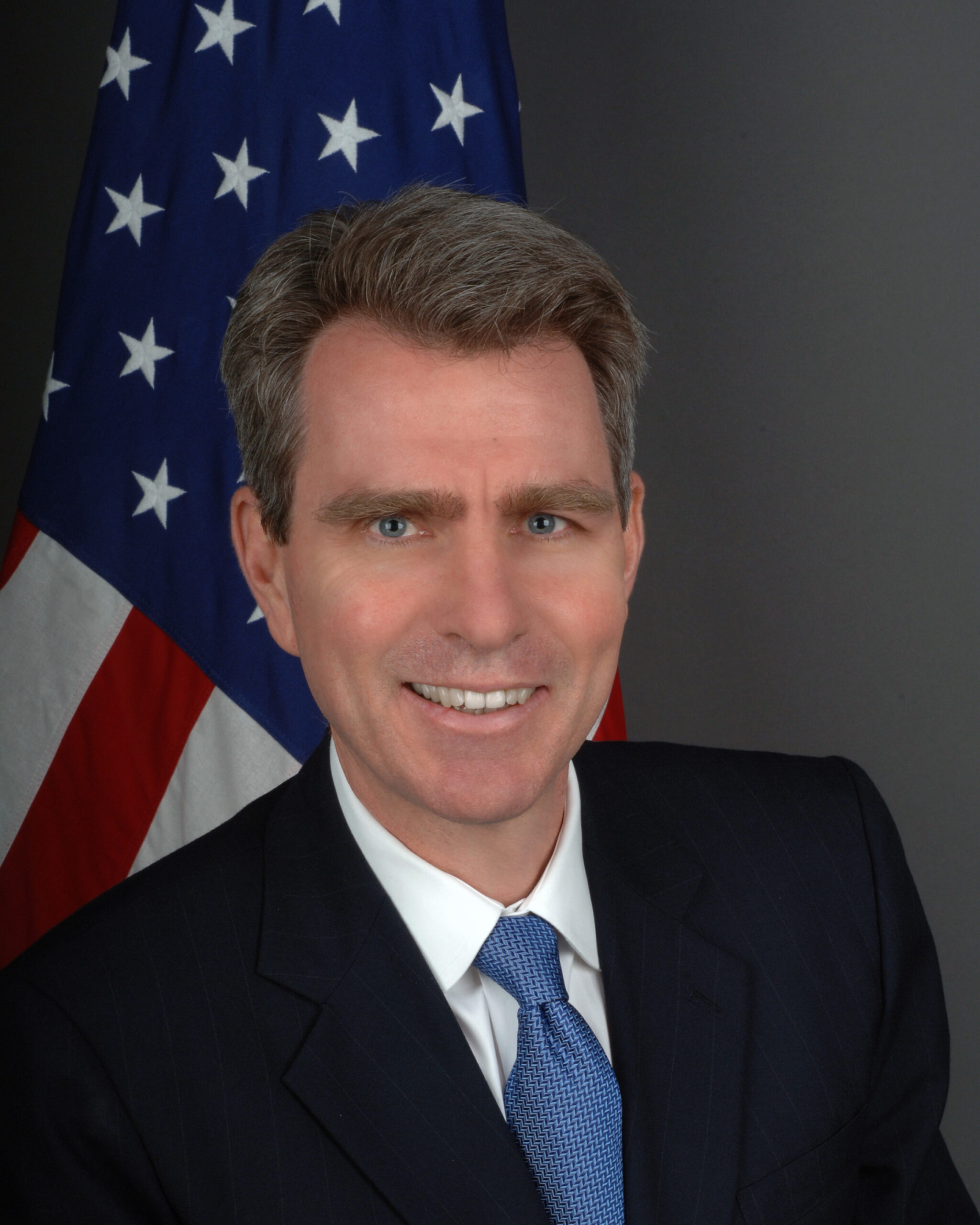
Geoffrey R. Pyatt 2013

Geoffrey R. Pyatt (* 16. November 1963 in La Jolla, San Diego, Kalifornien) ist ein US-amerikanischer Diplomat. Pyatt war von 2016 bis 2022 Botschafter der Vereinigten Staaten in Griechenland und ist seit 2022 Assistant Secretary of State for Energy Resources.

## Leben
Pyatt wuchs in La Jolla, einem wohlhabenden Stadtteil San Diegos auf. Er schloss 1985 sein Studium der Politikwissenschaft an der University of California, Irvine ab und studierte im Anschluss bis 1987 an der Yale University Internationale Beziehungen. Seit Ende der 1980er Jahre ist er im auswärtigen Dienst der USA beschäftigt. Von 1990 bis 1992 war er Wirtschaftsoffizier und Vizekonsul in Tegucigalpa, Honduras und wurde seitdem in verschiedenen Funktionen im auswärtigen Dienst der USA unter anderem in Pakistan, Indien und China eingesetzt.
Von Mai 2010 bis Juli 2013 war er Erster Stellvertretender Assistant Secretary of State im Büro für Süd- und Zentralasiatische Beziehungen.
Seit dem 25. Juli 2013 war Pyatt, in Nachfolge von John F. Tefft, außerordentlicher und bevollmächtigter Botschafter der Vereinigten Staaten in der Ukraine mit Sitz in der amerikanischen Botschaft in Kiew.

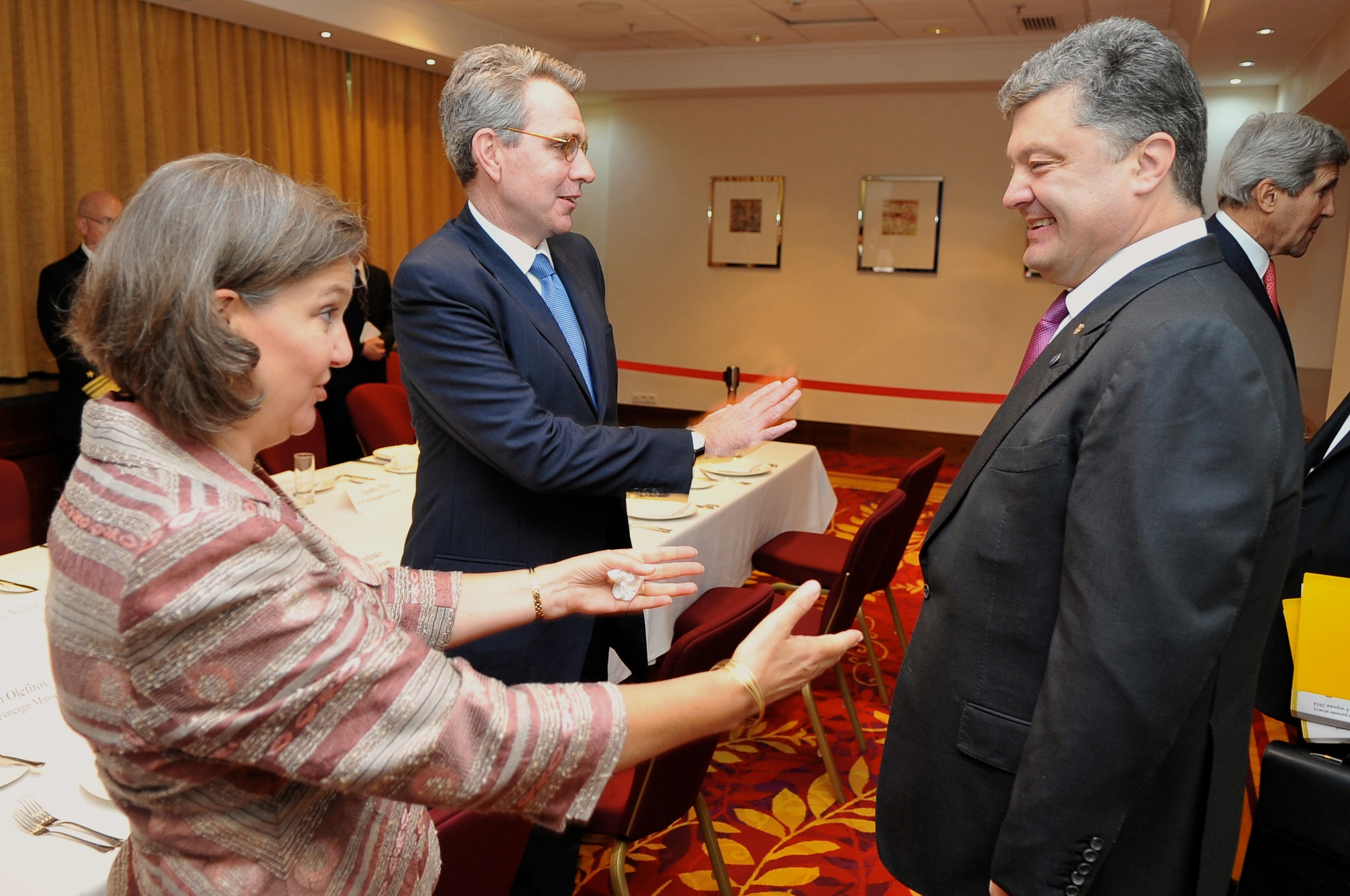
Geoffrey R. Pyatt und Victoria Nuland begrüßen den neu gewählten Präsident der Ukraine Petro Poroschenko vor seinem Treffen am 4. Juni 2014 in Warschau mit John Kerry.

Bekanntheit erhielt er durch ein am 5. Februar 2014 geführtes, abgehörtes und wahrscheinlich von russischer Seite auf YouTube veröffentlichtes Gespräch zwischen ihm und der Assistant Secretary of State Victoria Nuland, in dem es um Lösungsansätze zur Beilegung der Krise in Ukraine (Euromaidan) ging.
Die Aktionen der prorussischen Milizen im beginnenden Ukrainekrieg bezeichnete Pyatt im April 2014 als Terrorismus, und Russland beschuldigte er im Juli 2014, die prorussischen Milizen in der Ostukraine zu unterstützen.
Pyatt bezeichnete die ukrainische Generalstaatsanwaltschaft im September 2015 als reformunwillig und unfähig, die interne Korruption zu bekämpfen.

## Privates
Geoffrey R. Pyatt ist verheiratet und Vater einer Tochter und eines Sohnes.